# تپه چشمه پریان ۲
تپه چشمه پریان ۲ مربوط به قرون میانه اسلامی است و در شهرستان خرم‌آباد، بخش پاپی، دهستان سپیددشت، ۱۵۰ متری جنوب غرب روستای چشمه پریان واقع شده و این اثر در تاریخ ۸ بهمن ۱۳۸۵ با شمارهٔ ثبت ۱۷۰۱۸ به عنوان یکی از آثار ملی ایران به ثبت رسیده است.